# Palazzo Martellini
Palazzo Martellini, o Martellini-Rosselli Del Turco, è un edificio storico del centro di Firenze, situato in via Maggio 9, angolo via de' Velluti, via de' Vellutini e via Toscanella. Il palazzo appare nell'elenco redatto nel 1901 dalla Direzione Generale delle Antichità e Belle Arti, quale edificio monumentale da considerare patrimonio artistico nazionale.

## Storia
Dell'esistenza di una grande casa in questo luogo documenta Donato Velluti nella sua Cronica domestica scritta tra il 1367 e il 1370, dicendola edificata da Bonaccorso di Pietro Velluti attorno al 1260 e, d'altra parte, la stessa toponomastica delle vie che delimitano l'isolato testimonia dell'antica presenza di un ceppo di fabbriche di questa famiglia, tra le prime a stabilirsi nell'Oltrarno e a tracciare, nei terreni di sua proprietà, l'attuale via Maggio. La casa è quindi da considerare come una delle più antiche della strada, almeno nelle fondazioni.
Nel corso del Quattrocento la fabbrica assunse l'attuale configurazione. Il possesso dell'edificio si mantenne della famiglia Velluti fino al Cinquecento, quando passò agli Ugolini (ma alcuni testi indicano anche il nome dei Corbinelli), che già possedevano un edificio sull'angolo tra via Maggio e lo sdrucciolo de' Pitti. Nel 1619 la casa fu poi acquistata per 1250 scudi da Lionardo Martellini e, in questa occasione, oltre all'apposizione degli scudi sulla facciata, si operarono alcune migliorie, tra le quali presumibilmente l'inserimento delle due finestre inginocchiate al piano terreno. 
Dopo due generazioni di quella famiglia che lo abitarono, nel 1644 il palazzo pervenne ai Pecori, grazie al matrimonio di Francesco Maria Pecori con Alessandra Martellini, che lo possedettero fino al 1765 senza tuttavia mai abitarlo. Dopo vari passaggi di proprietà (Stefanini, Landini, Soldani Bensi, Ganucci, Favi, Harris) fu acquistato nel 1859 dai Rosselli del Turco per 10.500 scudi che, nella seconda metà del secolo, intrapresero importanti lavori di ridistribuzione degli spazi interni finalizzati alla realizzazione di vari appartamenti.
È documentato alla primavera del 1910 un intervento di restauro alle facciate, promosso dagli stessi Rosselli del Turco. Il palazzo è stato dichiarato di interesse storico architettonico particolarmente importante con Decreto Ministero Beni Culturali ed Ambientali del 12 ottobre 1979.

## Descrizione

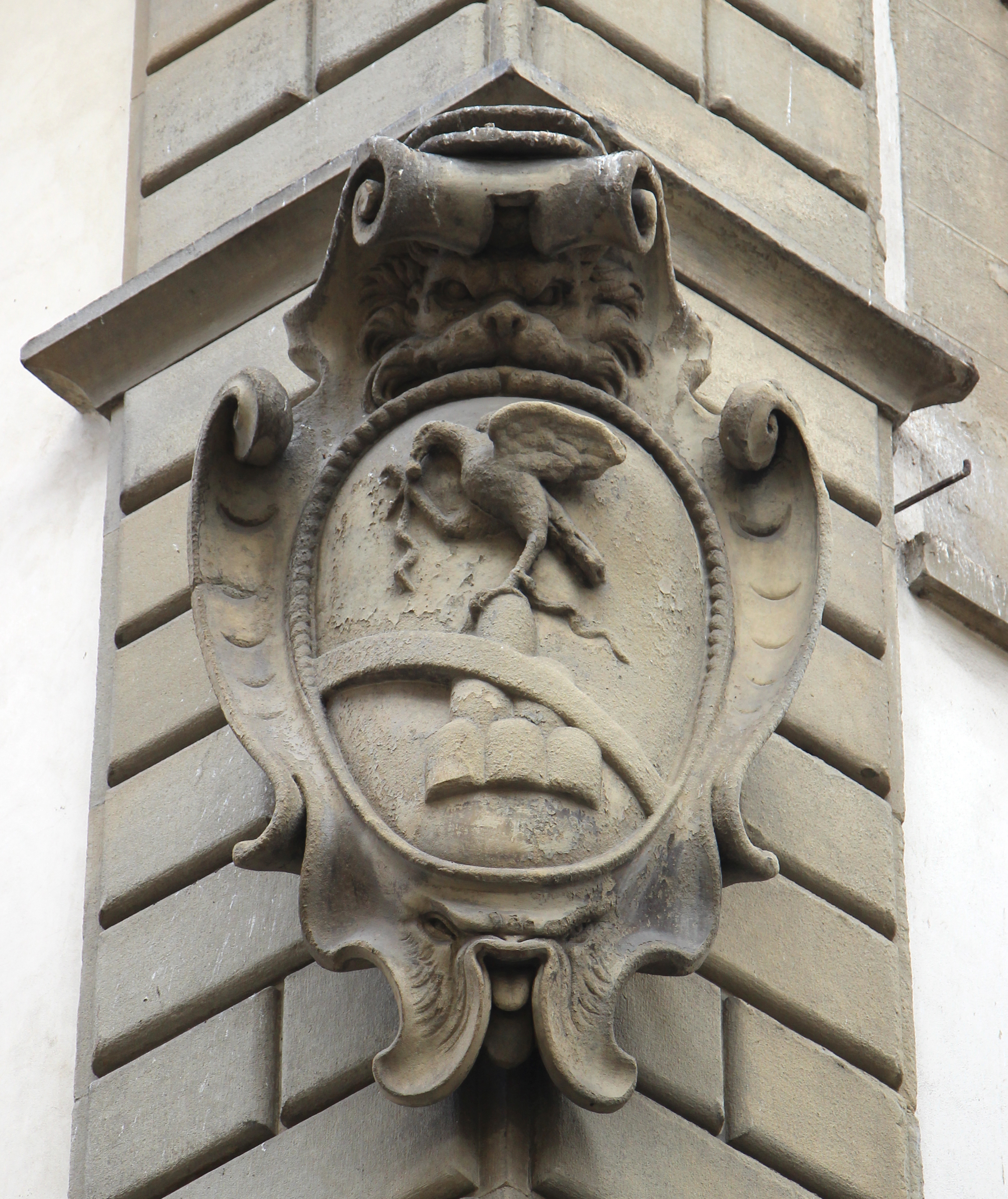
Stemma Martellini su una delle cantonate

Nonostante il palazzo si imponga nella via come uno dei più importanti, non risultano notizie circa il suo autore, così come rimane ancora incerto il periodo e il nome della famiglia che ne commissionò le trasformazioni a definirne dimensioni e caratteristiche attuali. 
La facciata si presenta solida, in uno stile cinquecentesco fiorentino molto vicino ai palazzi circostanti, grazie agli elementi in pietra che spiccano sull'intonaco. Sviluppata su tre piani fuori terra per sette assi, presenta sostanzialmente caratteri quattro/cinquecenteschi, nel solco della tradizione locale, non fosse per la inusuale presenza dei due portoni ad arco gemelli posti al centro del piano terreno, quello a sinistra attualmente vetrina di un negozio di antiquariato. 
Come già accennato, le finestre inginocchiate poste ai lati sono invece da considerarsi frutto di un intervento oramai databile al Seicento. Ai piani superiori si dispiegano sette assi di finestre ad arco, allineate su un ricorso in pietra, incorniciate da bozze in pietra lavorate al piano nobile in modo simile alle ghiere dei portali, al terzo piano appena accennate. Sugli angoli, profilati da bozze di pietra disposte a pettine, sono due scudi con una variante l'arme dei Martellini del Falcone (di rosso, al monte di sei cime d'oro sostenente un falcone sorante dello stesso con la zampa destra alzata, in atto di afferrare un sonaglio con il becco; e alla banda diminuita d'azzurro attraversante il tutto). 
In pianta l'edificio si sviluppa attorno a un piccolo cortile, in parte porticato, al quale si accede dalla strada attraverso uno stretto e lungo androne coperto con volta a botte: per quanto modificato nel corso dell'Ottocento (quando da una porzione fu ricavato lo scalone condominiale per dare accesso ai diversi appartamenti nei quali era stato diviso il palazzo) il cortile conserva elementi quattrocenteschi, alcuni forse riconducibili alle più antiche case dei Velluti. Sul fondo dell'androne è dipinto uno scudo con il motto "In media virtus" e l'arme dei Rosselli del Turco. 

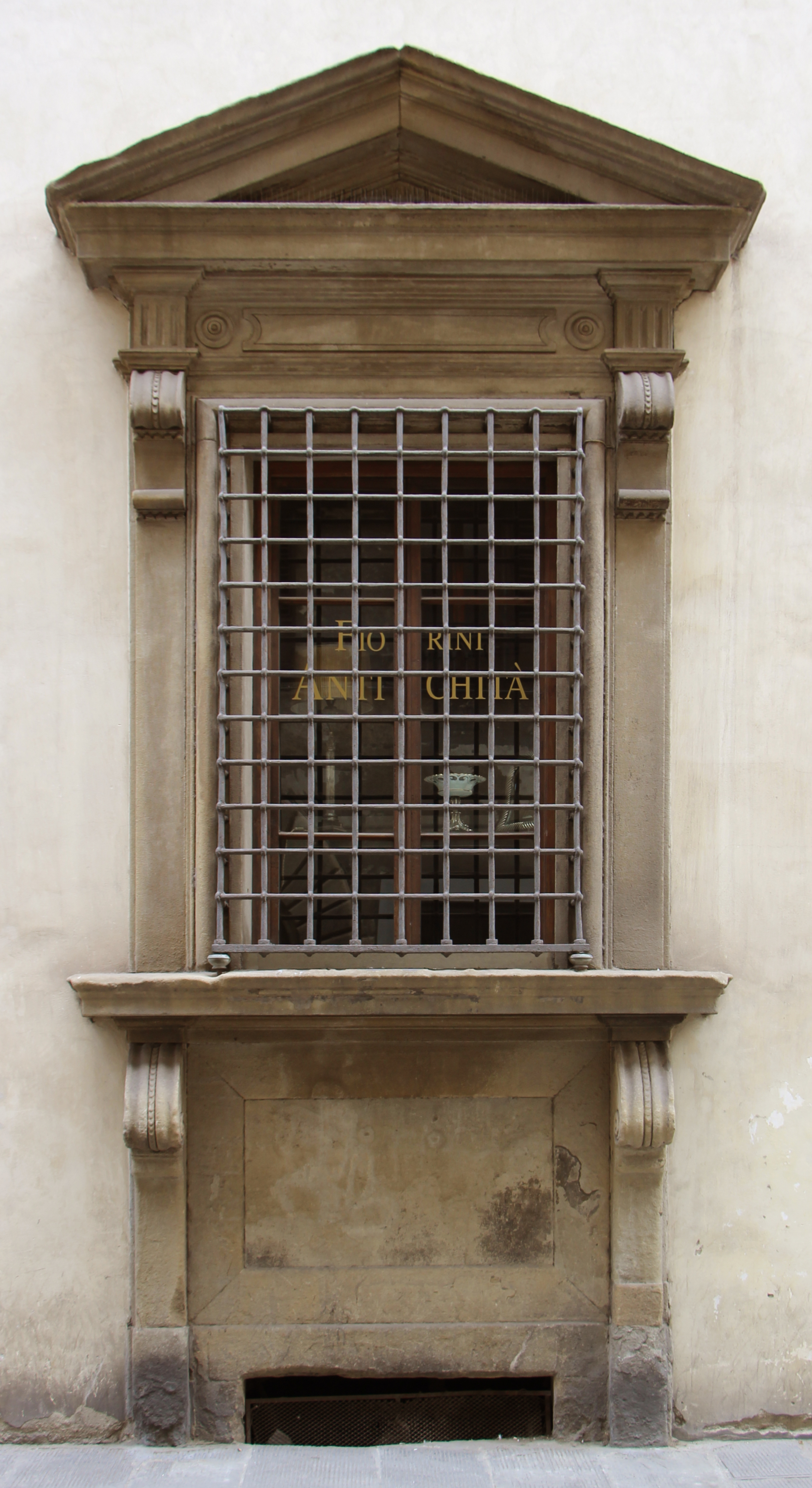
Finestra inginocchiata

Lo scalone principale dell'edificio è in pietra serena con 11 rampe di 9 scalini ciascuna e coperto da un grande lucernario in ferro e vetro. Gli appartamenti ottecenteschi si trovano al mezzanino, nato dividendo in altezza le stanze del piano terra 8che avevano i soffitti a quasi sei metri), con volte a vela semipiane, e aprendo di sei porte-finestre con parapetto in ferro battuto lungo la via dei Vellutini.